# Friedrich Radszuweit
Heinrich Friedrich Radszuweit (* 15. April 1876 in Klein-Stobingen, Kreis Insterburg; † 3. April 1932 in Berlin) war ein deutscher Homosexuellen-Aktivist, Unternehmer, Verleger und Autor. Er hatte in den 1920er Jahren eine bedeutende Rolle in der Geschichte der Homosexuellenbewegung inne.

## Leben

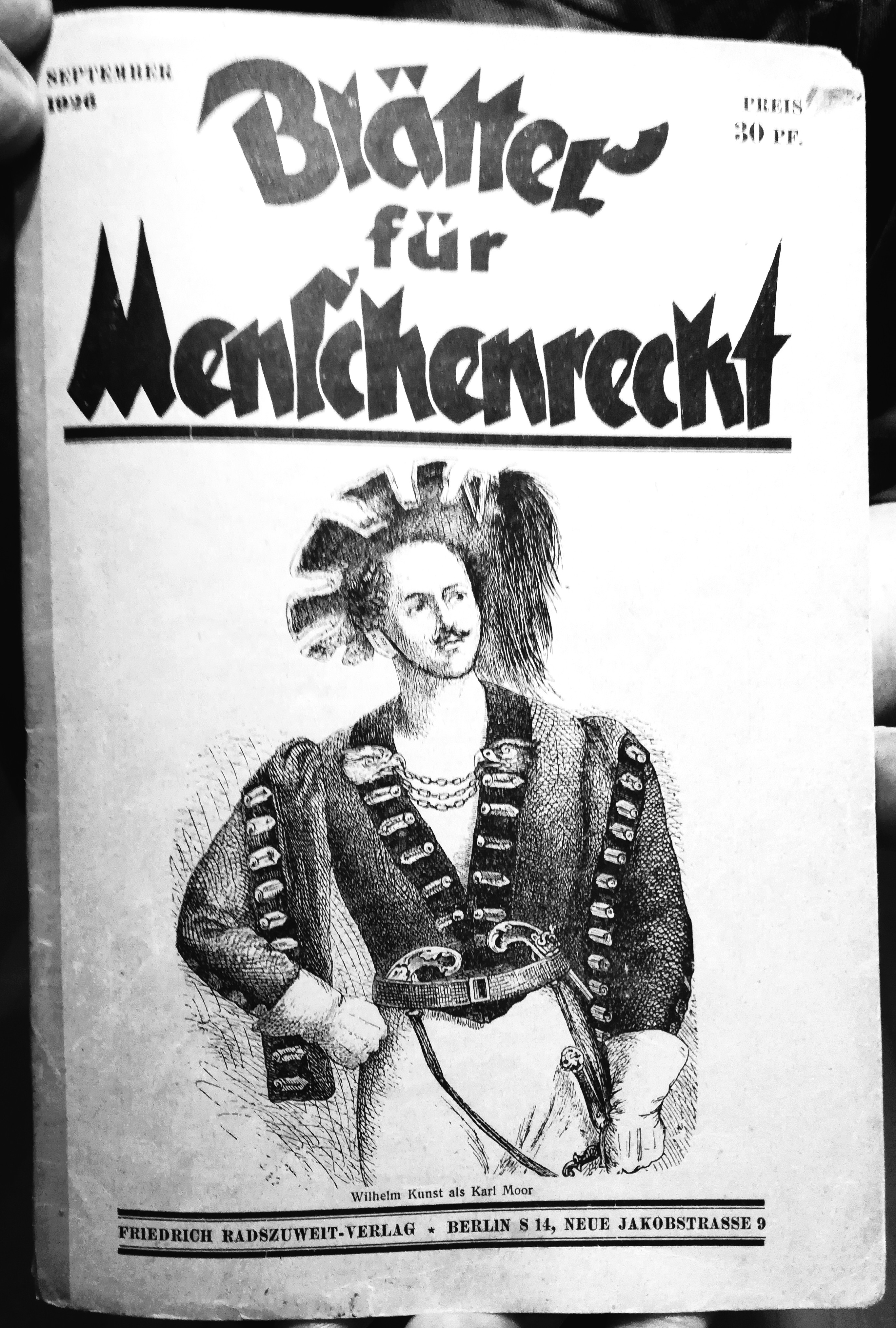
Titelblatt der Blätter für Menschenrecht vom September 1926, gehalten von Rainer Hoffschildt

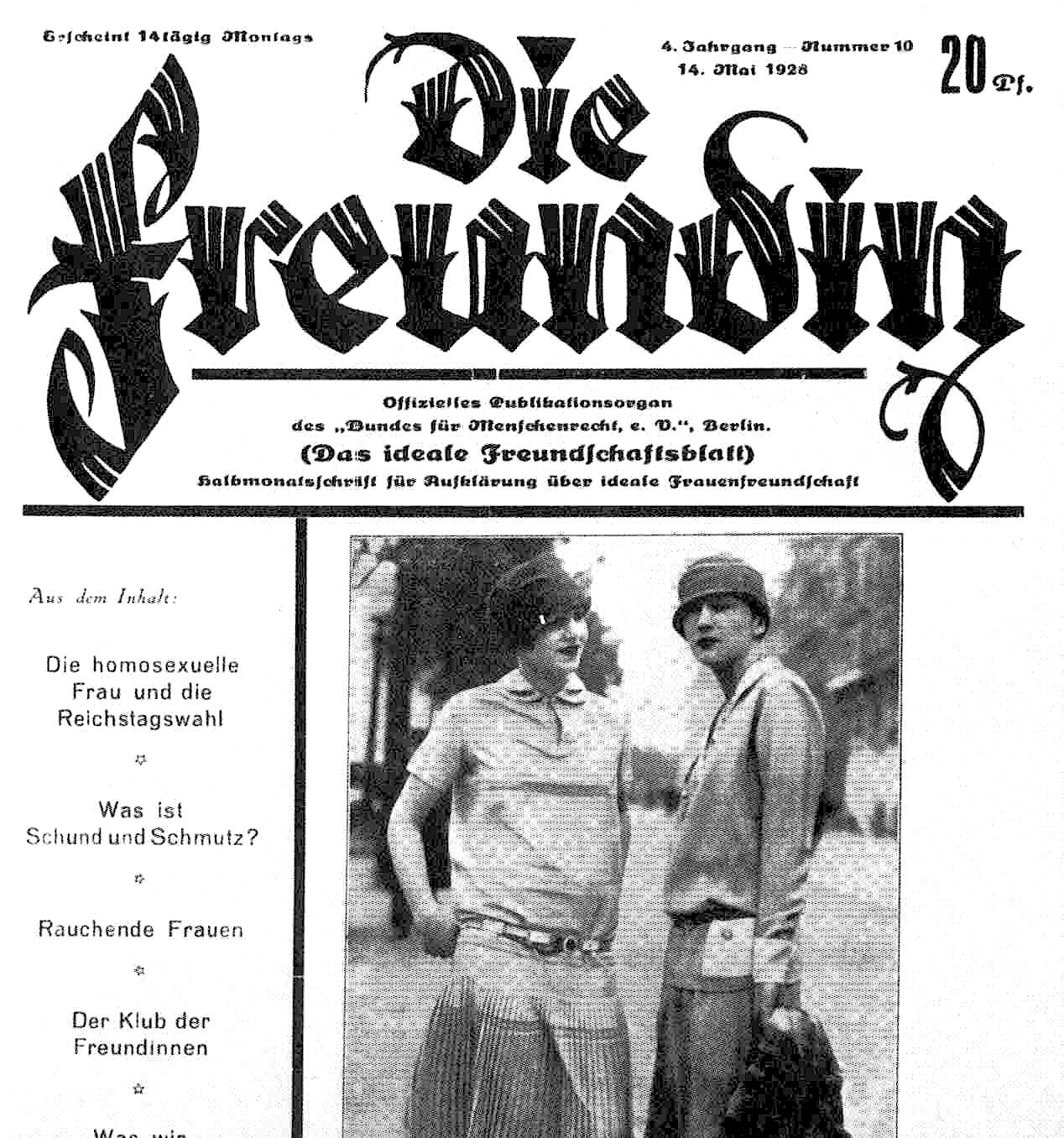
Ausgabe der deutschen Zeitschrift Die Freundin, 1928

Friedrich Radszuweit arbeitete zunächst in Berlin als Hausdiener und eröffnete 1901 in Berlin ein Einzelhandelsgeschäft für Damenkonfektion; im gleichen Jahr heiratete er die Verkäuferin Johanne Bertha Schneidau (1862–1929). Er übernahm 1923 den Vorsitz des 1920 als Deutscher Freundschaftsverband gegründeten und 1923 in Bund für Menschenrecht E.V. (BfM) umbenannten Vereins. Der Verein setzte sich für die Rechte homosexueller Menschen ein und forderte die Abschaffung des § 175. Radszuweit gründete einen Verlag, der von 1923 bis 1933 die monatlich erscheinende Zeitschrift Blätter für Menschenrecht für Mitglieder des BfM und die wöchentlich erscheinende Zeitschrift Das Freundschaftsblatt herausgab. Sein Verlag publizierte weitere Zeitschriften für homosexuelle Männer und Frauen wie Die Insel. Das Magazin der Ehelosen und Einsamen (1926–1931), für Transvestiten Das 3. Geschlecht (fünf Hefte: 1930–1932) und als erste lesbische Zeitschrift Die Freundin, Wochenschrift für ideale Frauenfreundschaft (1924–1933).
Des Weiteren veröffentlichte der Radszuweit-Verlag Bücher mit homosexuellen Inhalten und Aktfotografien sowie die ersten Schallplatten mit Liedern, die homosexuelle Inhalte hatten (beispielsweise von Bruno Balz und Erwin Neuber Bubi laß uns Freunde sein).
Radszuweit schrieb mehrere erfolgreiche Romane wie Männer zu verkaufen, Ledige Frauen, Die Symphonie des Eros und Paul Tritzkis Lebensweg. 1927 verteilte er einen Aufruf zur Reform des § 175 an die Reichstagsmitglieder.
1932 starb Radszuweit in seiner Wohnung in Berlin-Wilhelmshagen an Tuberkulose. Seine Geschäfte wurden nach seinem Tod von seinem Geliebten und Lebenspartner Martin Butzkow (1900–1933) übernommen, den er adoptiert hatte, um ihn als seinen Erben zu ernennen.

## Werke
- Männer zu verkaufen. Lipsia-Verlag, Leipzig 1932.
- Die Symphonie des Eros. Kaiser Friedrich-Str. 1, Berlin-Pankow 1925.
- Paul Tritzkis Lebensweg. Orplid-Verlag, Berlin-Pankow 1924.